# Klara Stöckl-Heinefetter

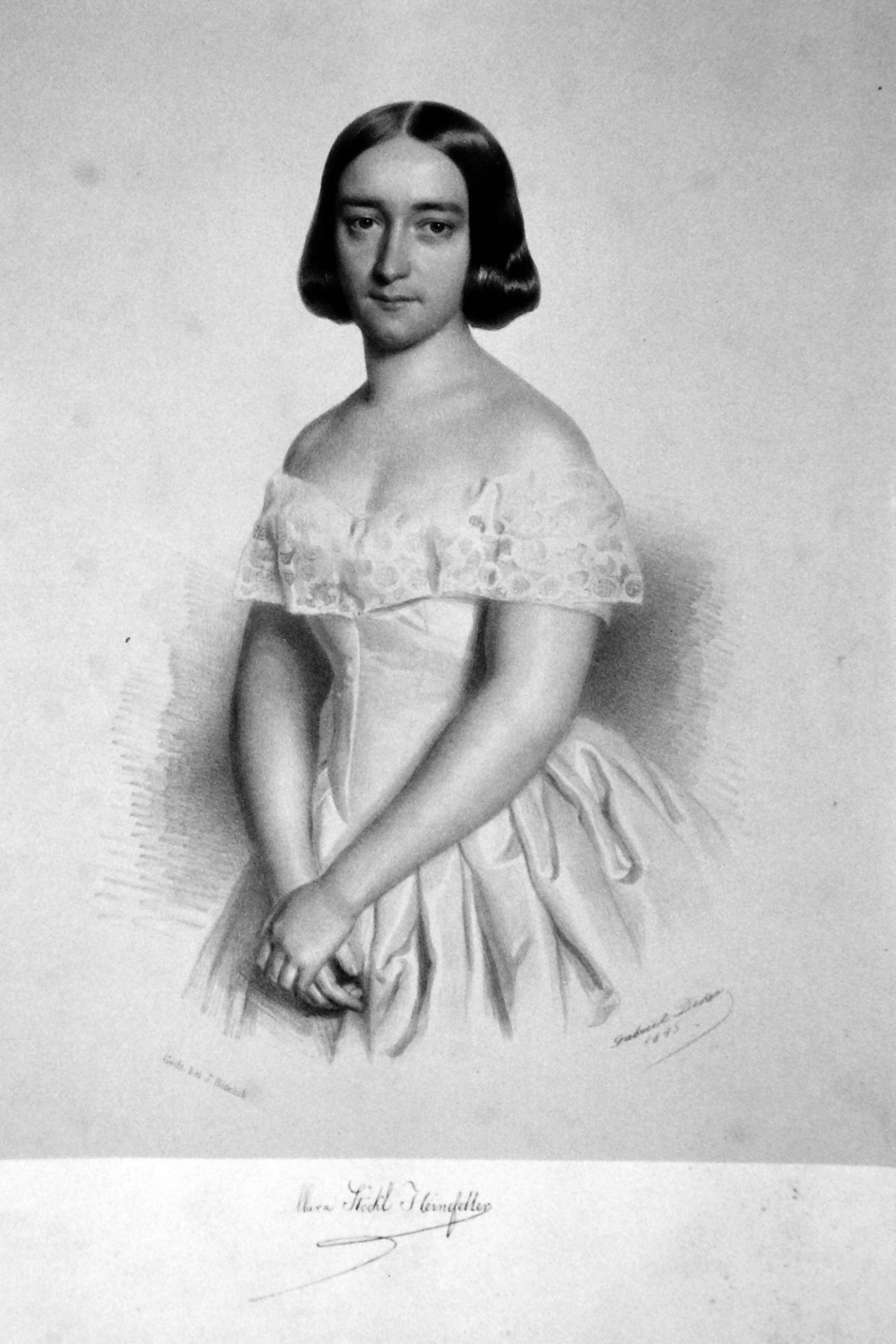

Klara Maria Stöckl-Heinefetter, auch Clara Stöckl-Heinefetter (17. Februar 1816 in Mainz – 24. Februar 1857 in Wien) war eine deutsche Opernsängerin (Sopran).

## Leben
Klara Heinefetter wurde in einer armen jüdischen Familie geboren und war eine der fünf Schwestern Heinefetter, die alle eine Bühnenkarriere entwickeln konnten. Zunächst wurde sie von der älteren Schwester Sabine musikalisch und gesanglich ausgebildet. Im Jahr 1829 begleitete sie die Schwester Sabine nach Paris, wo die Primadonna Maria Malibran auf sie aufmerksam wurde und im Gesang unterrichtete. Im Jahr 1831 kam Klara mit der Schwester nach Wien und debütierte am 16. Januar 1832 als Agathe in Der Freischütz von Carl Maria von Weber am Theater am Kärntnertor. Anschließend erhielt sie dort ein Engagement für drei Jahre und wurde in kleineren Partien eingesetzt.

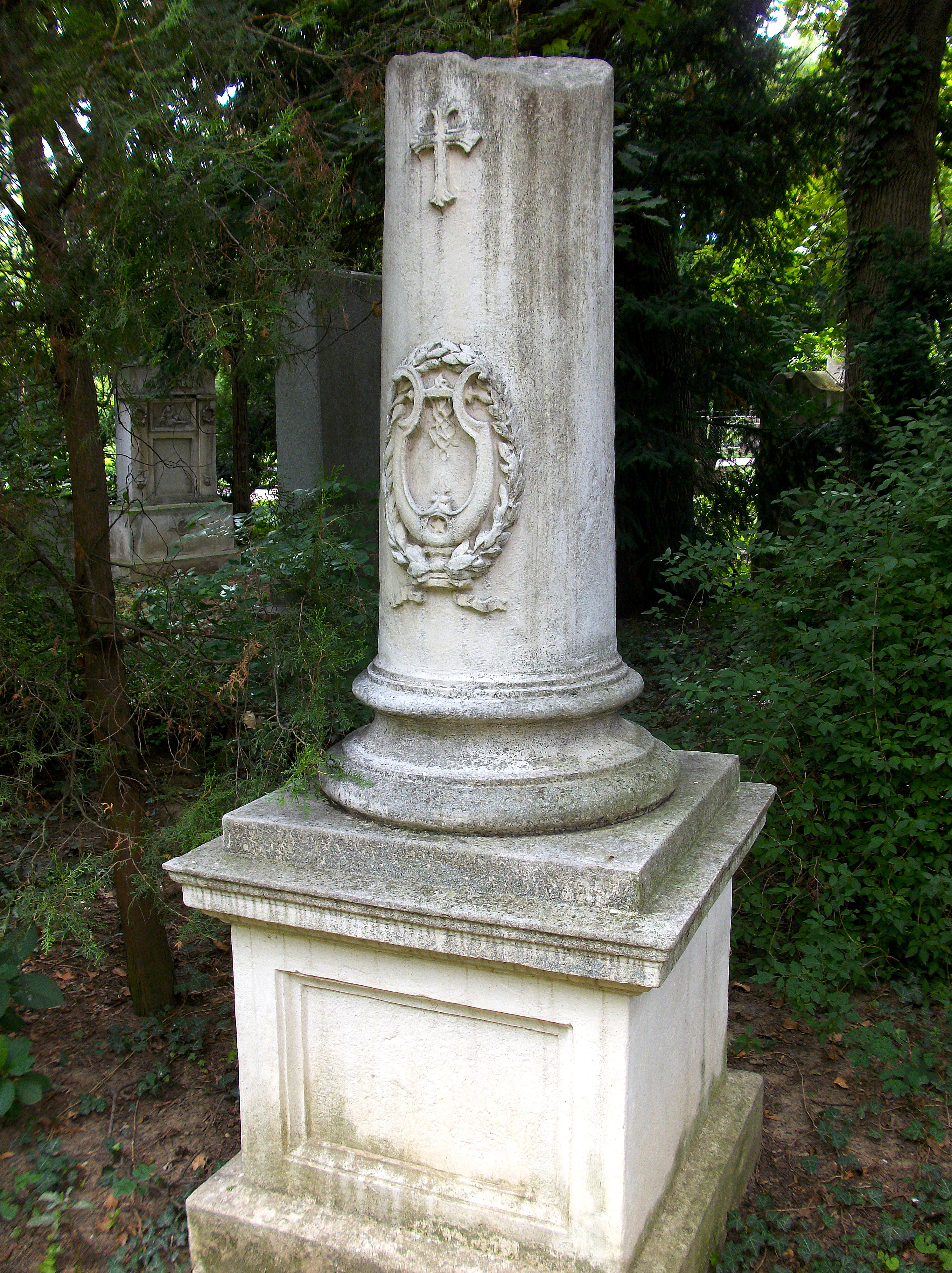
Stöckl-Heinefetters Grab im Gräberhain des Währinger Parks

Nach einer weiteren stimmlichen Ausbildung bei Giuseppe Ciccimarra in Wien sang sie die Partie Donna Elvira im Don Giovanni von Wolfgang Amadeus Mozart, den Romeo in I Capuleti e i Montecchi von Vincenzo Bellini, den Pagen in Jean de Paris von François-Adrien Boieldieu, die Gräfin Reuberholm in Le Bal masqué von Daniel-François-Esprit Auber, die Camille in Zampa von Ferdinand Hérold, die Irma in Le Maçon von Daniel-François-Esprit Auber, die Königin in Le Pré aux Clercs von Ferdinand Hérold und weitere große Partien.
Im Jahr 1834 unternahm sie eine Gastspieltournee nach München, Berlin, Mannheim, Stuttgart und Dresden. Von 1836 bis 1839 war sie wieder an der Wiener Hofoper engagiert. Am 27. Juni 1837 heiratete sie in Budapest den Tänzer und Mimiker Franz Xaver Stöckl und führte seither den Namen „Stöckl-Heinefetter“. Als sie mit der Schwester im Oktober 1843 nach Wien reiste, erhielt sie ein Engagement beim Theater am Kärntnertor für viereinhalb Jahre. In der Zeit 1845–1847 gehörte sie erneut als ständiges Mitglied der Wiener Hofoper an.
1840 sang sie als Gast im Royal Opera House in Covent Garden und St. James Theatre in London die Partie Agathe in Der Freischütz und die Jessonda von Louis Spohr, 1841 in Wien die Titelfigur in Jessonda von Louis Spohr und 1842 die Valentine in Les Huguenots von Giacomo Meyerbeer. Sie gastierte in den Jahren 1837, 1839 und 1844 am Deutschen Theater Pest, 1839 an den Deutschen Theatern von Prag und Brünn, 1843 am Opernhaus von Lemberg sowie 1844 und am Theater von Graz.
Als der Ehemann im Jahr 1849 zum Direktor des Theater Linz berufen wurde, zog sie nach Linz um. Nach der Geburt eines Kindes verlor sie im Jahr 1850 die Stimme und musste die Bühne aufgeben. Es kam zum Ausbruch eines fortschreitenden Nervenleidens und sie wurde im Jahr 1855 in die Irrenanstalt in Döbling bei Wien eingewiesen. Sie ist am 24. Februar 1857 im Allgemeinen Krankenhaus der Stadt Wien verstorben.

## Im Gedenken
Im April 2016 ist der Platz vor dem Staatstheater Mainz in „Geschwister-Heinefetter-Platz“ umbenannt worden.